# Camp de Fossoli
El Camp de Fossoli fou un camp de concentració situat a Fossoli (Itàlia) fundat el maig de 1942 pel govern italià com a camp de presoners britànics de la Segona Guerra Mundial. Fou ocupat el 8 de setembre de 1943 pels nazis, atrets per la seva ubicació estratègica prop de la via de tren que conduïa cap al nord. Des de gener de 1944 les SS es van fer càrrec de la gestió directa del camp i van accelerar el procés de deportació: Fossoli es va convertir en un campament de trànsit per a 5.000 presos polítics i racials destinats als camps nazis de centre Europa. Després de la guerra, entre 1947 i 1952, el camp fou ocupat per la comunitat catòlica de Nomadelfia, que donava acollida a nens orfes. A partir del 1953 i fins a finals dels 60 els barracons del camp s'utilitzaren per acollir refugiats de Venècia Júlia i de Dalmàcia.

## Fundació
La Fundació ex Campo Fossoli gestiona dos equipaments commemoratius. Un és el Museu Monument al Deportat, inaugurat l'any 1973 i ubicat en un antic palau al centre de la població de Carpi, prop de Mòdena. Tot i que el museu conté pocs objectes, aquests han estat seleccionats per a explicar l'experiència dels deportats als camps nazis, italians i d'arreu d'Europa. Les seves parets contenen frases extretes de cartes enviades per víctimes dels camps a les seves famílies i grafits de grans artistes contemporanis com Picasso. L'altre espai dirigit per la Fundació és el camp de concentració de Fossoli, a sis quilòmetres de Carpi, on hi van ser retinguts 5.000 presoners polítics i racials abans de ser enviats a Auschwitz-Birkenau, Dachau, Buchenwald o Flossenburg.